# Оливьери, Дино
Дино Оливьери (5 декабря 1905 г., Сенигаллия — 24 января 1963, Милан) — итальянский композитор лёгкой музыки, дирижёр оркестра.

## Биография
Изучал фортепиано, гармонию и композицию в Музыкальной консерватории Дж. Россини в Пезаро. Начал свою творческую карьеру в середине 1930-х годов, занимаясь аранжировкой и оркестровкой для разных артистов (некоторые из них получили известность благодаря его произведениям — например, Лучано Вирджили). Начал сочинять песни самостоятельно и для театральной компании Il Pescicloccio, известной своими игровыми произведениями о морских животных.
Получил мировую ведомость как автор написанного в 1936 году музыкального стандарта Tornerai (Ты вернёшься) на слова Нино Растелли в исполнении Трио Лескано. Также имела успех французская версия песни под названием J’attendrai (Я буду ждать), которую в 1938 году исполнила итальянская артистка из Сарцаны Чезарина Пикетто, известная во Франции под псевдонимом Рина Кетти. Затем песня попала в список «вечнозелёных», войдя в репертуар нескольких исполнителей, таких как Тино Росси, Бинг Кросби, Далида, Фрэнк Синатра и Жан Саблон.
Во время Второй мировой войны популярностью на фронте пользовался его марш-фокстрот Adua (автором слов был также Нино Растелли), написанный в связи со Второй итало-эфиопской войной 1935 г., которая воспринималась как «отмщение» за поражение в битве при Адуа 1896 года. Например, он звучит в выпуске Die deutsche Wochenschau от 17 июля 1941 г. в сюжете о германских войсках в Украине.
В 1947 г. написал песню об Украине O verde Ucraina, o dolce Ucraina!
В период с 1950-х по 1960-е годы написал ещё много популярных мелодий, его музыку часто исполняли на фестивале в Сан-Ремо .
Десять лет был оркестровым и художественным руководителем коллектива Voce del Padrone .
Умер в Милане и был похоронен на городском кладбище Чимитеро Маджоре; позже его останки поместили в колумбарий .

## Музыка для кино
Ниже — список фильмов, где прозвучали его саундтреки:
- Для одиноких мужчин (1938, Grazie/ Спасибо)
- Любовь не слепа (1950, Volvere/Вернуться)
- Вторая женщина (1953, J’Attendrai/Я буду ждать)
- Королевское оружие (1954, Au Revoir/До свидания)
- Семёрка славы (1968, Tornerai/Ты вернёшься)
- Такая красотка, как я (1972, J’attendrai/Я буду ждать)
- Семнадцать мгновений весны (1973, J’attendrai/Я буду ждать)
- Подводная лодка (1981, J’attendrai/Я буду ждать)
- Хороший год (2006, J’attendrai/Я буду ждать)
- 13 роз (2007, J’attendrai/Я буду ждать)